# Maria Łucja Nicz-Borowiakowa

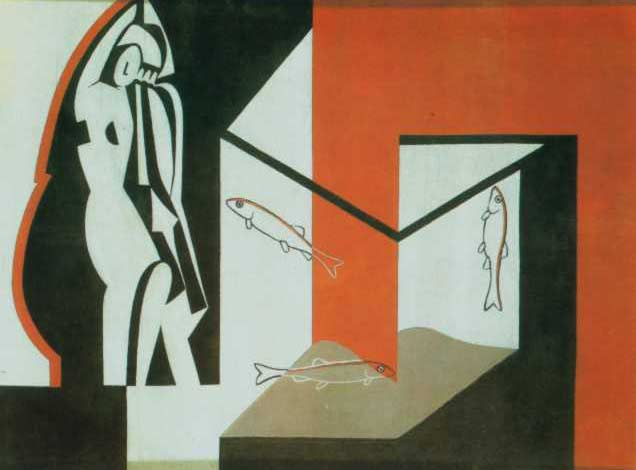
Martwa natura, ryby 1928

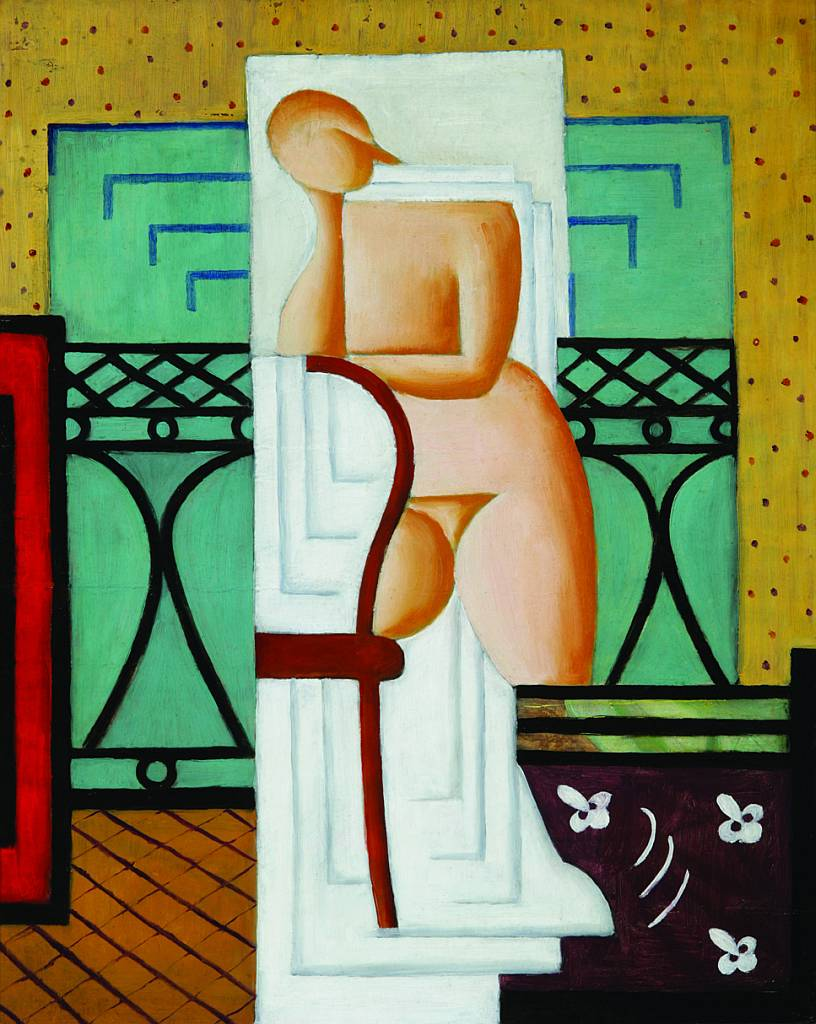
Akt, 1924

Maria Łucja Nicz-Borowiakowa (ur. 1896 w Warszawie, zm. 14 września 1944 tamże) – polska malarka, graficzka, jedna z najważniejszych przedstawicielek polskiego konstruktywizmu.

## Życiorys
Urodziła się w Warszawie w 1896 roku. Córka znanego drzeworytnika Edwarda Karola Nicza i Łucji Bagińskiej. Studiowała malarstwo w latach 1916–1920 w warszawskiej Szkole Sztuk Pięknych u Stanisława Lentza. W roku 1922 wyjechała do Paryża, gdzie zapoznała się z malarstwem kubistycznym. W lipcu 1922 wyszła za mąż za inżyniera Józefa Borowiaka. Uczestniczyła w ugrupowaniach „Blok” (1924–1926) i „Praesens” (1926–1930). W latach 1924–1929 brała udział w wielu oficjalnych wystawach sztuki polskiej za granicą. W latach trzydziestych ze względu na pogarszający się stan zdrowia jej męża, a następnie II wojnę światową zaprzestała twórczości artystycznej.
Jej prace znajdują się w zbiorach Muzeum Sztuki w Łodzi i Muzeum Narodowego w Poznaniu.

## Twórczość
Od 1916 roku studiowała malarstwo w Warszawskiej Szkole Sztuk Pięknych. Wczesne jej prace charakteryzuje secesyjna stylizacja prawdopodobnie będąca echem młodopolskich tradycji artystycznych. Krótko później dostrzec w jej twórczości można wpływ formuły ekspresjonistycznej. Na Marię Nicz, podobnie jak na inne młode artystki i młodych artystów wpływ miały grupy artystyczne takie jak poznański „Bunt” czy pismo „Zdrój”. Źródłem inspiracji było również powiązane z programem ekspresjonistycznym pismo „Der Sturm”. Za najważniejsze cechy jej ówczesnej twórczości uznaje się operowanie miękkim konturem i schematyzm postaci, których wystylizowane, niekiedy dekoracyjne pozy miały podkreślać ekspresję. W 1919 artystka zainteresowała się sztuką formistów, co znalazło wyraz w jej rysunkach.
Ukończenie szkoły w 1920 rozpoczyna okres poszukiwań własnych środków wyrazu artystycznego. Jej prace ujawniają fascynacje kubizmem oraz futuryzmem. W 1922 roku wyjechała do Paryża, gdzie rozwinęła swoje zainteresowanie sztuką kubistów.
W 1924 powstaje Blok Kubistów, Suprematystów i Konstruktywistów, awangardowe ugrupowanie artystyczne, którego artystka była członkinią od momentu powstania. Grupa skupiała polskich konstruktywistów, pośród których wymienić można Henryka Berlewiego, Jana Golusa, Witolda Kajruksztisa, Władysława Strzemińskiego, Katarzynę Kobro, Karola Kryńskiego, Aleksandra Rafałowskiego, Henryka Stażewskiego, Mieczysława Szczukę, Mieczysława Szulca i Teresę Żarnower. Maria Nicz-Borowiakowa brała udział we wszystkich wspólnych wystawach ugrupowania w Warszawie, Brukseli, Rydze i Tallinie.
W 1924 twórczość artystki związana była głównie z francuskim puryzmem i kubizmem. Dzieła jak Akt czy Martwa natura łączą w sobie uproszczone elementy natury z formami abstrakcyjnymi. W tym czasie zaczęła również odchodzić od przedstawienia, redukując i upraszczając formy, a z końcem roku zaczęła tworzyć pierwsze kompozycje abstrakcyjne. Z czasem w swoich pracach wykorzystywała technikę kolażu.
W tym okresie Maria Nicz-Borowiakowa zaczęła zajmować się innymi dziedzinami sztuki jak projekty scenograficzne. Niektóre z jej prac pokazane były paryskiej Galerie Charpentier podczas wystawy sztuki teatralnej w 1926 roku. Tworzyła też studia architektoniczne jak projekt kiosku, czy wzory mebli.
Między 1926 a 1930 artystka współpracowała z grupą Praesens. W tym okresie Nicz-Borowiakowa silniejszy nacisk kładła na precyzję i prostotę geometrycznych podziałów płaszczyzny, porzuciła też efekty fakturowe. Z Praesens brała udział w różnych przedsięwzięciach wystawienniczych: w warszawskiej Zachęcie, na Salonie Modernistów w siedzibie Związku Zawodowego Artystów Plastyków w 1928 roku (gdzie otrzymała nagrodę), na Powszechnej Wystawie Krajowej w Poznaniu w 1929 roku.
W latach 1924–1929 brała udział w wielu wystawach polskiej sztuki za granicą: w Bukareszcie, Rydze, Tallinie, Paryżu, Brukseli, Hadze i Amsterdamie.
Lata 30 to przerwanie jej działalności artystycznej związane z sytuacją osobistą (chorobą męża), jak i artystyczną, a następnie z trwającą drugą wojną światową. Kilka prac, które rozpoczęła w tym okresie nigdy nie zostało ukończonych.
Jej prace z okresu międzywojnia ukazywały się w czasopismach „Blok”, „Praesens” i „Przeglądzie Artystycznym”. Aktualnie dzieła Marii Nicz-Borowiakowej zobaczyć można w Muzeum Sztuki w Łodzi i Muzeum Narodowym w Poznaniu.